# 偶氮紫
偶氮紫（或称镁试剂I，Magneson I，对硝基苯偶氮间苯二酚，p-nitrobenzeneazoresorcinol）是一种含氮有机化合物，化学式为C12H9N3O4，属于一种偶氮染料，可作为酸碱指示剂。